# OSTY
OSTY (справжнє ім'я — Оста́п Староста; нар. 15 серпня 2004 с. Вовче Турківський район Львівська область) — український співак, музикант та автор пісень.

## Біографія
Остап Староста народився 15 серпня 2004 року у с. Вовче Турківського (тепер Самбірського) району Львівської області. Пізніше сім'я переїхала у с. Вороблевичі Дрогобицького району Львівщини.
Ріс у сім’ї, де люблять музику. Мама співала та грала на бандурі, тато трохи грав на акордеоні. Бабуся і дідусь співали, сестри знаються на музиці. Коли було 10 років, то пішов у музичну школу. Грав на скрипці. Потім спробував трубу, тромбон, танці, малював та співав у церковному хорі.
По закінченню Вороблевицької школи у 2019 році, Остап вступив до Дрогобицького музичного коледжу ім. В. Барвінського. Там він потоваришував із Соломією Опришко. У 2024 році став випускником коледжу. Опісля продовжив навчання на вокаліста у Київській академії циркового та естрадного мистецтва.

## Особисте життя
"Рідко з кимось розділяю вечори. Зазвичай віддаю перевагу побути самому за переглядом серіалів, люблю комедії, жахи, різні ток-шоу на ютуб дивитись.
Купив кілька книг і далі п’ятої сторінки не доходив. Читати книги — то не моє. А от серіали й фільми люблю. 
Люблю різні містичні штуки, паранормальні явища, які там зображено. Мій вечірній ритуал — побути наодинці, щоб розслабитися. Ввечері я ніколи не закриваю вікно, бо мені завжди жарко, що взимку, що влітку. 
Їжу зараз тільки замовляю. Пробував сам готувати якось — ні, не склалось".

## Псевдонім
"Назвався OSTY, це від мого імені Остап. Трохи змінив кінцівку, вийшло мінімалістично, по-американськи. Вийшло супер".

## Музична діяльність
Хлопець записував і викладав кавери у соцмережах.
Перший трек, у якому OSTY з'явився під своїм псевдонімом для широкої публіки, — "Не лякай" (весна 2023 р.). “«Не лякай» є виразом любові, сили та підтримки, які ми можемо знайти в інших людях, яким ми довіряємо своє серце та свої почуття”, — лаконічно коментує виконавець дебютний сингл.
Далі слідувала колаборація з Klavdia Petrivna. Разом вони заспівали пісню "Хто ти?" (осінь 2023 р.).
Продюсером співака OSTY є Катерина Шевченко — директорка лейблу Nebo Music. Сам OSTY є артистом на цьому лейблі.
Остап каже, що його музика — це спосіб допомогти слухачам відволіктися від тяжкої реальності і просто насолодитися моментом.

## Оцінка творчості
В інтерв'ю OSTY зазначав: «Я боюся, що можу залишитися в тіні Клавдії Петрівни. Мене знають як мужика, що співає з Клавдією Петрівною».
На запитання чи має він гуцульське коріння, Остап розгублено відповів, що не знає чи його рідне село розташоване на Гуцульщині, але можливо. [Село Вовче розташоване на Бойківщині - ред.]

## Дискографія

### Міні-альбоми (ЕП)
- "Резонанс" (30.06.2024)

### Сингли
- "Не лякай" (2023)
- "Не брало"
- "Резонанс"
- "Шампейн"
- "Океан"
- "Танцюй зі мною"

### Пісні за участю
- "Хто ти?" feat Klavdia Petrivna
- "Не лякай" feat Klavdia Petrivna
- "Новорічна" feat Klavdia Petrivna
- "Білі ночі" feat Маша Кондратенко
- "Жовті квіти" (2025) feat Klavdia Petrivna